# Мирослав Мика Микеревић
Мирослав Мика Микеревић (1965 — 2014) био је војник и одликовани борац Војске Републике Српске у Одбрамбено-отаџбинском рату (1992 — 1995). Одликован је Медаљом мајора Милана Тепића.

## Спасавање заробљених војника
Када су припадници хрватских и муслиманских паравојних јединица окружили припаднике српских снага, 10. априла 1992. године у војном објекту Рабић код Дервенте, опкољени војници су остали без хране, па је непријатељ тражио њихову предају и предају објекта.
Микеревић се као цивил усудио проћи мимо муслиманско-хрватских снага, увјеривши их да иде као преговарач да српске снаге убиједи на предају. Након уласка у опкољену касарну, умјесто предаје, Мика је са заточеницима испланирао, а онда су заједно и извели пробој из опкољеног објекта. Прије пробоја у који су кренули око 3:30 сати, обављено је минирање објекта, док су са собом понијели сво лично наоружање и више сандука метака, бомби, те већу количину ручних бацача и остале опреме. 
За овај храбри чин Микеревић је касније одликован поменутом медаљом.

## Након рата
По окончању рата, Микеревић је и у мирнодобским условима радио у оружаним снага Републике Српске, а касније и БиХ. Због повреде у току рата, 2008. године Мика одлази у превремену пензију. У пензији највећи дио времена проводи у раду прњаворског рукометног клуба „Слога“, гдје је радио са свим селекцијама. Умро је 19. јануара 2014. године.